# Gaanam
Gaanam es una película india malayalam de 1982, dirigida y producida por Sreekumaran Thampi. La película está protagonizada por Ambareesh y Lakshmi en los papeles principales, junto con Jagathy Sreekumar, Adoor Bhasi, Nedumudi Venu y Hari. La película presentó canciones originales compuestas por V. Dakshinamoorthy .

## Trama
Palghat Rukmini y Aravindakshan son dos talentosos músicos, que se atraen mutuamente y ven solo la música como el interés común, lo que les hizo enamorarse el uno del otro. Nunca se dieron cuenta del hecho de que pertenecen a dos castas diferentes, Rukmini de un Namboodhri Tharavadu ortodoxo y Aravindakshan de una casa de la casta baja Puliya. Pero la misma música fue la causa de su separación también, debido al choque de sus ego. ¿Qué pasó realmente entre los dos? 
La película nos lleva a un hermoso pueblo de Kerala con un río y un templo. Escuchamos una melodiosa composición de Thiagaraja, Sri Mahaganabathm Bajare. Un joven perteneciente a una comunidad local Puliya escucha la canción con tanta adulación y sigue con curiosidad de dónde viene y lo llevó a un palaciego de Namboodhri Tharavaadu. El chico es Aravindakshan y la cantante es Narayana Namboodhiri Padu. Como no se le permite entrar en la casa, se le detiene en la puerta. Pronto fue enviado de vuelta. Afortunadamente Narayanan lo vio de nuevo, esta vez lo vio profundamente absorto en el sonido de la naturaleza. Decidió tomarlo como su discípulo ya que encontró un genio musical en él. 
Le dio la bienvenida a su casa, le dio un bonito vestido y comida y le llevó a la representación de Kathakali. Todos los invitados se alejaron diciendo que trajo la maldición a la familia Namboodhiri trayendo a un chico de casta inferior. Narayanan ignoró completamente sus críticas y decidió enseñarle, diciendo que la música no conoce castas. Aravindakshan comenzó a aprender de él. Narayanan quedó completamente impresionado por su talento y su hija Sreedevi comenzó a admirarlo en secreto. Ella también aprendió Mohiniyattam y la casa se llenó de música. 
Después de muchos años de aprendizaje dedicado, Aravindakshan se convirtió en un gran cantante, incluso superó a su Gurú ... Pero a diferencia de Narayanan, empezó a actuar en famosos auditorios y templos y se convirtió en una figura muy conocida. Ganapathi iyer y Vasukkutty se convirtieron en sus constantes acompañantes. Ganapathi siempre habla de un Palghat Rukmini y Aravindakshan tenía mucha curiosidad por saber de ella. De hecho, estaba un poco celoso de ella incluso sin verla. Ganapathi debía tocar para ella en el concierto de Chithoor y la gente estaba tan cautivada por su música. Incluso Rukmini oyó a la gente hablar de Aravindakshan y ella quiere conocerlo desesperadamente. 
Narayanan Namboothiri era todo un elogio para Aravindakshan. Ha renunciado a todas sus propiedades y vive en una pequeña casa con Sree Devi. Aravindakshan se sintió culpable y le preguntó si era responsable de su estado actual, a lo que Namboodhiri respondió que era su propia decisión. Citó a San Thiagaraja "Nidhi saala Sugama, Rama Nee Paaduka seva Sugama". 
Rukmini finalmente tuvo la oportunidad de verlo. Se enteró a través de Ganabathi que es un experto en el canto de Ragamalika. Rukmini también quería aprenderlo. Cuando se acercó a Narayanan, Ge se negó inmediatamente, diciendo que Aravindakshan era la elección correcta y Rukmini decidió reunirse con él. Pero su padre se opone a la idea, ya que considera que está por debajo de su prestigio aprender de una persona de una casta inferior. Incluso insultó a Namboothiri diciendo que solo es apto para enseñar a estudiantes de castas bajas. Rukmini se disculpó en nombre de su padre y se marchó con el corazón apesadumbrado. 
Ella fue al templo donde Aravindakshan va a cantar. Se presentó a él y le contó la ambición de su vida de aprender Ragamalika de él. Aravindakshan quedó tan encantada de verla que aceptó inmediatamente. Ambos estaban tan involucrados en su pasión y pasaron todo el tiempo cantando y aprendiendo el uno del otro. En ese proceso, se atrajeron el uno al otro y emocionalmente se acercaron también. Ambos decidieron casarse. Incluso hablan de tener un bebé que no será ni un Namboothiri, ni un Nair o Pulaya, sino un niño de la música. 
Narayanan se alegró mucho cuando escuchó la noticia y dio sus bendiciones, pero a Sreedevi se le rompió el corazón. Narayanan la consoló pidiéndole que se lo tragara como un trago amargo . Le dijo que la familia Thirumeni solo da y no recibe. 
Hubo una tormenta en su suave relación de repente. El amigo de Rukmini comentó casualmente un día que Aravindakshan está un poco orgulloso de su talento musical y Rukmini también sintió lo mismo. Cuando Sami Iyer criticaba a Aravindakshan por mezclar dos ragas en un concierto, se puso muy furioso diciendo que tal cosa no puede pasar nunca y que solo la diosa Saraswathi puede encontrarle un fallo a él y a nadie más. Preguntó la opinión de Rukmini sobre esto para lo cual ella cantó una composición de Santa Thiagaraja que dice que ni siquiera un emperador puede sentirse superior a nadie. Todos empezaron a burlarse de él, incluido Ramaiar. Aravindakshan se sintió tan insultado e inmediatamente se alejó diciendo que es porque pertenece a una casta inferior que todos se unieron y se burlaron de él. Rukmini estaba completamente destrozado. 
Narayanan Namboothiri murió repentinamente de un ataque al corazón. Aravindakshan llevó su cuerpo a la tumba. Otros Namboothiris maldijeron a Narayanan por insultar a su comunidad. Sreedevi se quedó solo. Aravindakshan estaba listo para casarse con ella diciendo que nunca hizo nada a cambio de su Gurú y esto es lo único que hace por gratitud. Le dijo que había olvidado su relación con Rukmini como una pesadilla. 
Ganabathi Iyer dejó de acompañar a Aravindakshan. Rukmini se enteró de que su padre tiene una aventura con otra mujer. Lo acusó diciendo que incluso su madre tenía el mismo estatus y que fue un accidente. Él estaba usando su talento musical solo para ganar dinero y lo dejó dejando todos sus ahorros con él y nunca más la miró. Cuando quiso volver a Aravindakshan se sorprendió al verle con Sreedevi como marido y mujer. Decidió dejar su casa. Ganapathi decidió estar con ella como un leal sirviente. 
Después de unos meses ambos tuvieron la oportunidad de conocerse. Esta vez en Guruvayur. Se suponía que Aravindakshan iba a ser honrado por conseguir Padmashree por un musical Saba. Solo después de llegar supo que fue después del concierto de Rukmini. Inmediatamente se alejó del lugar. Aunque Rukmini actuó en la función, después de eso se desmoronó por completo. 
Los años pasaron. Aravindakshan y Sreedevi tienen un hijo Anand que es musicalmente muy talentoso como sus padres pero su interés es la música occidental. Se convierte en un talentoso guitarrista. Pero su padre se opone a que toque un instrumento occidental, llamándolo rebelde todo el tiempo y nunca apreciando su talento. Una vez se enfadó mucho y rompió su guitarra con rabia. Anand se fue de la casa en un arrebato. 
Ganapathi lo encontró un día tirado bajo el árbol, e inmediatamente lo reconoció como el hijo de Aravindakshan. Lo llevó a Rukmini. Sin revelar sus antecedentes, le pidió que le enseñara, diciendo que está muy interesado en aprender música. Rukmini se sorprendió por su talento musical pero pronto descubrió que debía ser el hijo de Aravindakshan. Al mismo tiempo, Aravindakshan perdió su voz y no pudo cantar como antes. Se sentía frustrado y visitaba todos los templos. Rukmini y Aravindakshan se encontraron una vez más en el templo de Mookambika. Rukmini le dijo que él no había perdido su voz pero que ella la tenía con ella. Ella lo llevó a Anand. Padre e hijo tuvieron un feliz reencuentro. Cuando buscaban a Rukmini, la encontraron saliendo de la casa una vez más pero esta vez sola, y se entregó a los pies de Devi Mokambika donde siente que nadie puede interponerse entre ella y su música.

## Reparto
- Ambareesh
- Lakshmi
- Jagathy Sreekumar
- Adoor Bhasi
- Nedumudi Venu
- Hari
- Vaikkam Mani
- Kalaranjini
- Babu Namboothiri
- Baby Ponnambili
- Bhagyalakshmi
- Kailasnath
- Kuttyedathu Vilasini
- Master Rajakumaran Thampi
- P. K Venukkuttan Nair
- Poornima Jayaram
- Shanavas

## Banda sonora
La música fue compuesta por V. Dakshinamoorthy y las letras fueron escritas por Sreekumaran Thampi, Swathi Thirunal, Thyagaraja, Irayimman Thampi, Unnai Warrier, Muthuswamy Dikshithar y Jayadevar. 
| No. | Canción                            | Cantantes                                        | Letra                 | Longitud (m: ss) |
| 1   | "Aalaapanam"                       | KJ Yesudas, S. Janaki                            | Sreekumaran Thampi    |                  |
| 2   | "Aalaapanam" (M)                   | KJ Yesudas                                       | Sreekumaran Thampi    |                  |
| 3   | "Aarodu Cholvene"                  | KJ Yesudas, Vani Jairam                          | Sreekumaran Thampi    |                  |
| 4   | "Adri Suthaavara"                  | KJ Yesudas, P. Susheela, M. Balamuralikrishna    | Swathi Thirunal       |                  |
| 5   | "Aliveni Enthu Cheyvu"             | P. Susheela                                      | Swathi Thirunal       |                  |
| 6   | "Guruleka" (Entharo Mahanubhavulu) | M. Balamuralikrishna                             | Thyagaraja            |                  |
| 7   | "Karuna Cheyvaanenthu Thaamasam"   | Vani Jairam                                      | Irayimman Thampi      |                  |
| 8   | "Maanasa"                          | S. Janaki                                        |                       |                  |
| 9   | "Sarvardhu Ramaneeya"              | Kalamandalam Sukumaran, Kalanilayam Unnikrishnan | Unnai Warrier         |                  |
| 10  | "Sindooraaruna Vigrahaam"          | S. Janaki                                        |                       |                  |
| 11  | "Sree Mahaaganapathim"             | M. Balamuralikrishna                             | Muthuswamy Dikshithar |                  |
| 12  | "Yaa Ramitha"                      | M. Balamuralikrishna                             | Jayadevar             |                  |